# Crowsoniellidae
Crowsoniellidae es una familia monotípica de coleópteros del orden Archostemata.
Se conoce una sola especie, Crowsoniella relicta. Es un insecto pequeño de 1.8 mm. Ha sido encontrado en Italia.